# Мемориальный художественный музей Коисо
Мемориальный художественный музей Коисо (яп. 神戸市立小磯記念美術館) — муниципальный музей, расположенный в городе Кобе на острове Рокко-Айленд (район Хигаси-Нада), префектура Хиого.

## Общие сведения
Музей в память о почётном гражданине города Кобе художнике Коисо Рёхэе  был открыт с целью показа, хранения и исследования творчества художника в 1992 году после того, как семья Коисо пожертвовала городу более 2000 его работ в европейском стиле, а также помещение его мастерской и его библиотеку. По числу произведений в коллекции (около 2500 наименований) и по размеру выставочной площади (около 4000 м2), это один из наиболее выдающихся мемориальных музеев в Японии.
На территории музея находится построенная в 1949 году мастерская Коисо Рёхэя, которая была восстановлена в своем первоначальном виде и перенесена в музей из Микагэ (район Хигаси-Нада, г. Кобе). Кроме трёх выставочных залов в музее находится холл c установленным в нем экраном высокого разрешения диагональю 110’’, на котором постоянно показывается подборка видеосюжетов о работах Коисо Рёхэя и шедеврах мирового искусства.

## Выставка лауреатов премии Коисо Рёхэя
Премия Коисо известна самым большим призовым фондом в Японии (10 млн. иен), лауреаты выбираются по результатам открытого конкурса. Награждение лауреатов и выставка работ проводится раз в три года (триеннале).

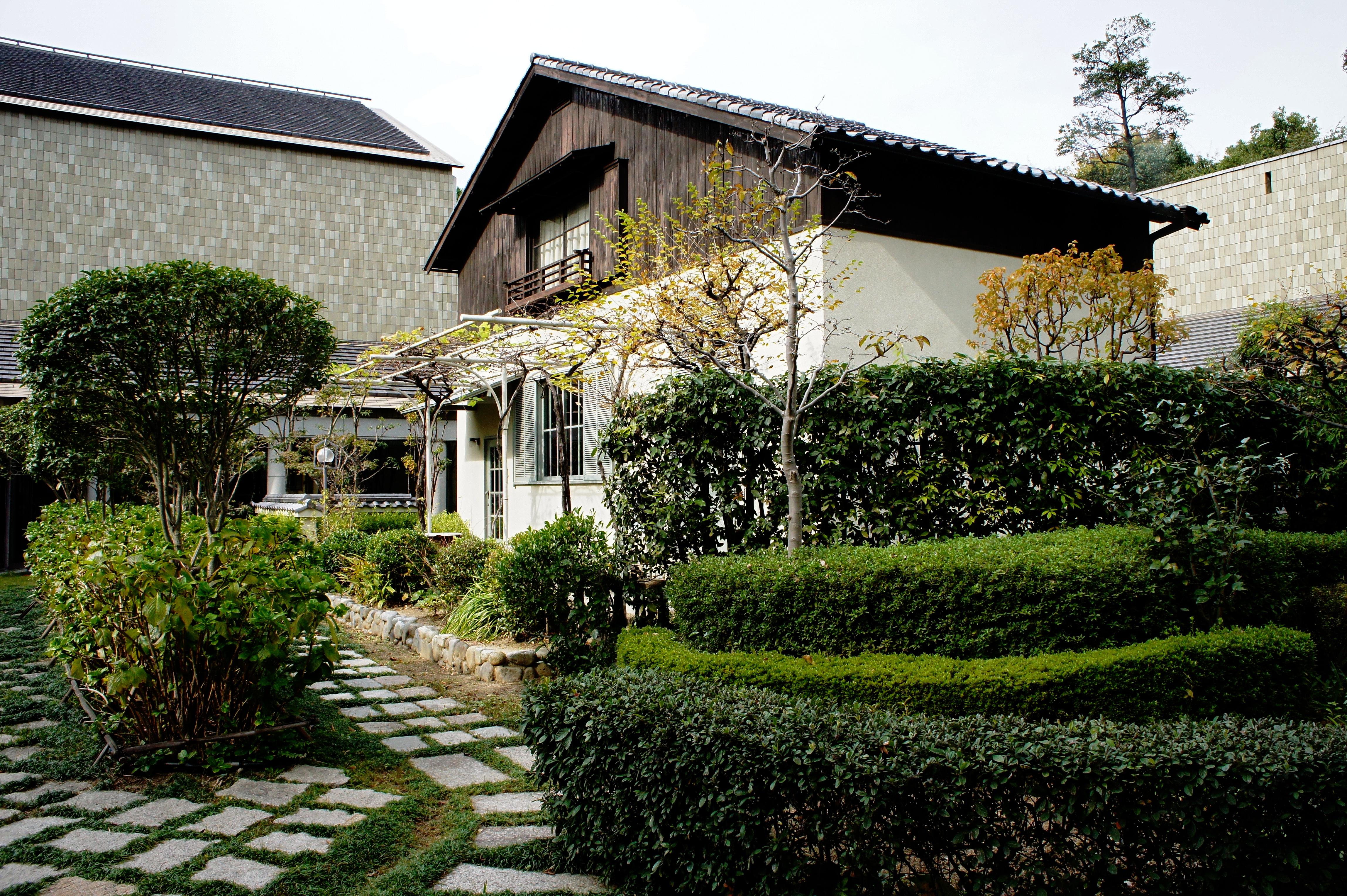
мастерская художника

## Наиболее известные работы из музейной коллекции
- «Автопортрет» (1926 г) Коисо Рёхэй
- «Женщина в кимоно» (1936 г) Коисо Рёхэй
- «За работой» (1953 г) Коисо Рёхэй
- «Натюрморт с лютней» (1966 г) Коисо Рёхэй
- «Манекен» (1972 г) Коисо Рёхэй
- «Пространство» (1951 г) Нисимура Мотосабуро